# Karl Otfried Müller
Pour les articles homonymes, voir Müller et Karl Müller.
Karl Otfried Müller, né le 28 août 1797 à Brieg en Silésie et mort le 1er août 1840 à Athènes, est un archéologue et un mythologue allemand. 
Il est connu pour ses travaux qui ont contribué à renouveler l'étude de la mythologie grecque. Selon Müller, une mythologie naît de la rencontre entre le caractère national d'un peuple et un contexte historique donné.

## Biographie
Fils d'un pasteur, il poursuit ses études au lycée Sainte-Marie-Madeleine de Breslau où, rencontrant Barthold Georg Niebuhr, il s’intéresse à l'histoire romaine. Il s'installe ensuite à Berlin où il suit les cours de August Böckh. 
Devenu professeur de philologie, archéologie et éloquence à Göttingen (1819), il obtient rapidement une grande renommée par les ouvrages qu'il publie. Élu à l'Académie der Wissenschaften de Berlin (1823), il visite les musées d'Angleterre, des Pays-Bas et de France et, en 1839, atteint Athènes après un périple passant par Rome, Naples et la Sicile, Delphes étant le but principal de son voyage. 
Il reprend à Kastri les travaux de l'architecte français Laurent, dégage une partie du mur polygonal rempli d'inscriptions mais meurt des suites d'une insolation contractée sur le chantier. 

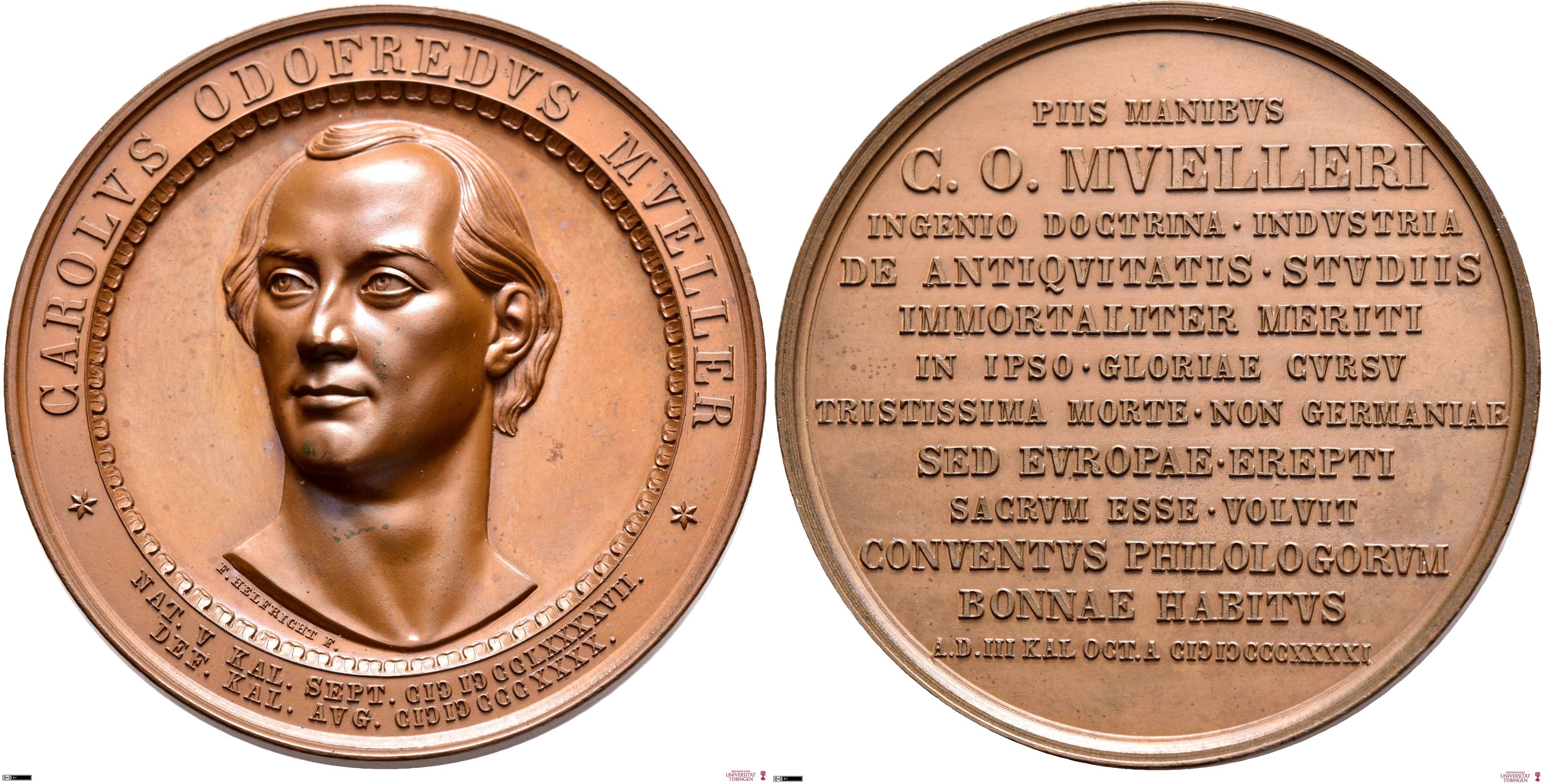
Médaille Karl Otfried Müller 1841

Il est le fondateur avec Boeckh et Friedrich Gottlieb Welcker de l'Altertumswissenschaft (de), une nouvelle discipline, l'équivalent des sciences de l'Antiquité et de l'histoire des cultures anciennes, un champ qu'avait également entrepris d'explorer Charles Lenormant et Jean de Witte, correspondants de ces trois savants. Il y a une médaille pour Müller.

## Travaux
- Geschichten hellenischen Stämme und Städte, 1820-1824
  - Orchomenos und die Minyer (Orchomène et les Minyens), 1820.
  - Die Dorier (Les Doriens), 1824.
- Prolegomena zu einer wissenschaftlichen Mythologie (Prolégomènes à une étude scientifique de la mythologie), 1820-1824.
- Die Etrusker, 1829
- Handbuch der Archäologie der Kunst (Manuel d'archéologie de l'art), Welcker, 1830.
- Denkmäler der alten Kunst, 1832.
- De Munimentis Athenarum Quaestiones Historicae et Tituli de Instauratione eorum perscripti Exlicato, 1836
- Geschichte der griechischen Litteratur bis auf das Zeitalter Alexanders (posthume, 1841)